# Onze-Lieve-Vrouwekapel (Diepenbeek)

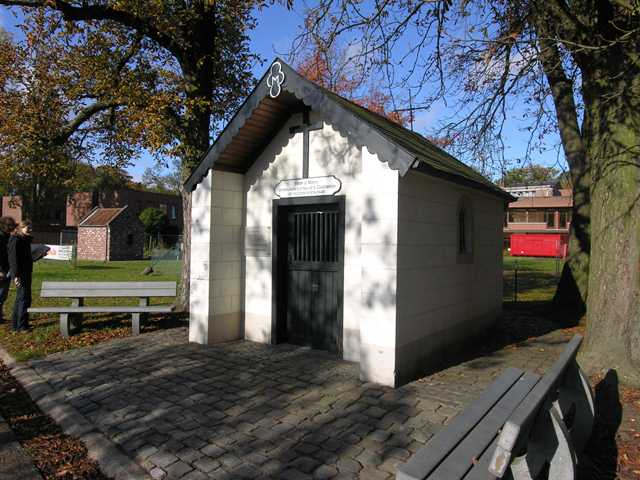
De Onze-Lieve-Vrouwekapel

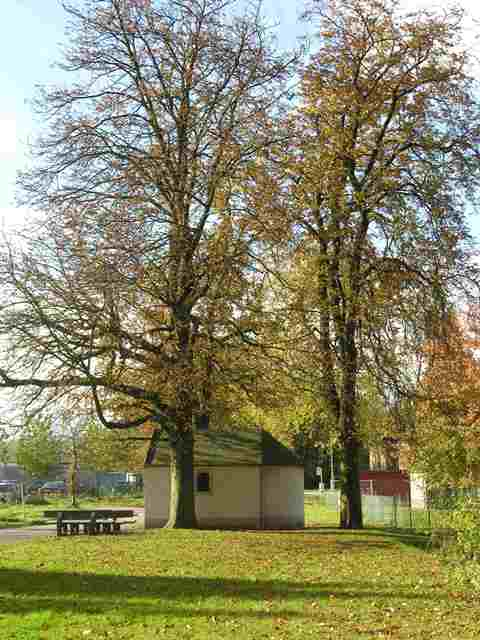
Bomen rond de kapel

De Onze-Lieve-Vrouwekapel aan de Onze-Lieve-Vrouwstraat te Diepenbeek in Belgisch Limburg is een witgeverfde bakstenen kapel die dateert uit de 19de eeuw. De kapel wordt omringd door drie kastanjebomen en enkele rustbanken.
Het interieur van de kapel is uitgevoerd in rode baksteen en heeft een houten plafond. 
Op het houten altaar staat een 18de-eeuws beeld van Onze-Lieve-Vrouw van Altijddurende Bijstand. 
Vroeger stond er ook een 17de-eeuws beeld van de heilige Rochus. Dit beeld wordt nu bewaard in de Sint-Servatiuskerk te Diepenbeek, tezamen met een houten kruisbeeld uit dezelfde periode. De beelden uit de kapel worden beschouwd als het resultaat van volkskunst. Verder beschikt de kapel over een aantal kalken heiligenbeelden waaronder de heilige Jozef, de heilige Antonius van Padua, de heilige Rita van Cascia, de heilige Rochus van Montpelier, de heilige Mutien-Marie, Onze Lieve Vrouw van de Overwinning, Onze Lieve Vrouw Maagd der Armen, de heilige Gerardus Majella, het Heilig Hart van Jezus en het Kindje Jezus van Praag. Voor het genadealtaar staan er vier kerkstoelen. 
Naast Onze Lieve Vrouw van Altijddurende Bijstand, die ook bekend staat als Onze Lieve Vrouw van de Caetsbeek, is er tevens een devotie voor de heilige Rita van Cascia, wiens feest op 22 mei wordt gevierd. 
Het bouwwerk beschikt over een halfronde absis. Een opschrift boven de deur wijst op een herstelling of restauratie: Voor U Maria / vernieuwen Lutselus & Caetsbeek / dit schoon rustaltaar.
In het najaar van 2019 werd het interieur van de kapel gerestaureerd. De stenen pilaar die fungeerde als altaar werd vervangen door een houten altaar en er werd nieuwe verlichting aangebracht. 
De kapel is bekend als genadeoord en wordt veel door wandelaars en bedevaarders bezocht. 